# Les Trolls (trilogie)
Pour les articles homonymes, voir Troll, Troll (homonymie) et Les Trolls.
Les Trolls (The Troll King Trilogy) est une série de trois romans écrits par John Vornholt (en) et traduits en français par Désirée Szucsany. Ils ont paru aux éditions des Intouchables.

## Les livres
1. Le Roi (The Troll King)
2. La Reine (The Troll Queen)
3. Le Trésor (The Troll Treasure)